# Solanum sect. Erythrotrichum
Solanum sect. Erythrotrichum es una sección del género Solanum. Incluye las siguientes especies:

## Especies
- Solanum absconditum
- Solanum abutilifolium
- Solanum accrescens
- Solanum achorum
- Solanum agrarium Sendtn.
- Solanum apiculatum
- Solanum cordifolium
- Solanum decompositiflorum
- Solanum deorum
- Solanum diamantinense
- Solanum eitenii
- Solanum erythrotrichum
- Solanum insidiosum
- Solanum jabrense
- Solanum megalonyx
- Solanum megaspermum
- Solanum mesopliarthrum
- Solanum microphyllum (Lam.) Dunal
- Solanum paludosum
- Solanum pycnanthemum
- Solanum rhytidoandrum
- Solanum robustum
- Solanum rubiginosum
- Solanum stagnale Moric.
- Solanum stenandrum Sendtn.
- Solanum urubambaense
- Solanum velleum
- Solanum velutinum